# Anti Saarepuu

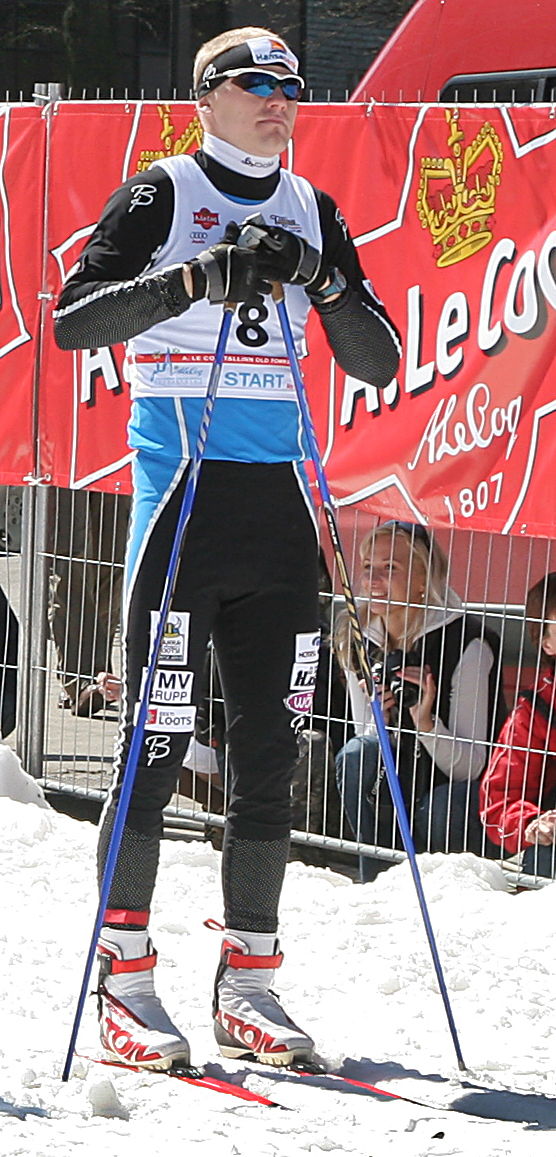
Anti Saarepuu

Anti Saarepuu (Võru, Estônia, 26 de março de 1983) é um esquiador cross-country estoniano. Em 2006 disputou os Jogos Olímpicos em Turim, onde terminou na oitava posição na prova de velocidade individual.

## Resultados
| Ano  | Competição      | Prova                  | Pos. |
| ---- | --------------- | ---------------------- | ---- |
| 2006 | Jogos Olímpicos | Velocidade individual  | 8º   |
| 2006 | Jogos Olímpicos | Velocidade por equipes | 14º¹ |

- ¹ - com Priit Narusk.